# Grote Prijs van Sotsji
De Grote Prijs van Sotsji (Russisch: Гран-при Сочи) was een meerdaagse wielerwedstrijd in en rond de Russische stad Sotsji. De wedstrijd werd in 2005 opgericht en maakte deel uit van de UCI Europe Tour in de categorie 2.2. In 2009 en 2010 werd de wedstrijd niet verreden. Sinds 2011 werd de wedstrijd opnieuw georganiseerd en tot 2015 maakte hij tevens opnieuw deel uit van de UCI Europe Tour. 

## Lijst van winnaars

### Overwinningen per land
| Overwinningen | Land             |
| ------------- | ---------------- |
| 5             | Rusland          |
| 2             | Duitsland        |
| 1             | Oekraïne, Servië |